# 声部超越
若有两个连续的、包含至少两个独立声部的和音，当后和音中较低的声部的音比前和音中较高的声部的音要高时，或者当后和音中较高的声部的音比前和音中较低的声部的音要低时，称之为声部超越（英文：voice overlapping）。
声部交叉几乎总是伴有声部超越，但声部超越不一定会伴有声部交叉。 

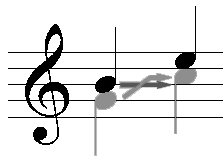
二部声部超越的例子。 如果此处低声部在第二拍进行到B音，那么就没有声部超越了。